# Ed Gordon
Edward Lansing Gordon, Jr. (ur. 1 lipca 1908 w Jackson, w stanie Missisipi, zm. 5 września 1971 w Detroit) – amerykański lekkoatleta skoczek w dal, mistrz olimpijski z Los Angeles z 1932.
Na igrzyskach olimpijskich w 1928 w Amsterdamie Gordon zajął 7. miejsce w konkursie skoku w dal. W eliminacjach uzyskał taki sam wynik jak Holender Hannes de Boer (7,32 m), ale w dogrywce de Boer skoczył dalej i to on wystąpił w finale. Później Gordon zdobył mistrzostwo Stanów Zjednoczonych (AAU) w 1929 i 1932, a także akademickie mistrzostwo USA (NCAA) w latach 1929-1931 (reprezentował wówczas University of Iowa).
Podczas igrzysk olimpijskich w 1932 w Los Angeles Gordon w pierwszym skoku osiągnął odległość 7,64 m, co zapewniło mu złoty medal. Później przez wiele lat utrzymywał wysoką formę. W 1938 i 1939 zdobył mistrzostwo USA (AAU) w hali.
Rekord życiowy Gordona – 7,74 m został ustanowiony w 1931.